# Kieron Achara
Kieron Robert Achara (* 3. Juli 1983 in Stirling, Schottland) ist ein britischer Basketballspieler nigerianischer Abstammung. Nach dem Studium in den Vereinigten Staaten spielte Achara in höchsten Ligen Italiens und Spaniens. Für die britische Basketballnationalmannschaft nahm er an der EM-Endrunde 2009 sowie an den Olympischen Spielen 2012 in London teil.

## Karriere
Achara debütierte bereits mit 16 Jahren für die Fury aus Falkirk im Seniorenbereich. Im Sommer 2002 wurde er auch in die schottische Nationalmannschaft berufen, die im „Promotions Cup for Small Countries“ antrat, auch Division C der FIBA Europa genannt. Nach einer Niederlage gegen den britischen Konkurrenten aus Wales im Halbfinale erreichte man den dritten Platz beim Turnier auf Malta. Anschließend ging er zum Studium in die USA, wo er sich an der Prep School Maine Central Institute in Pittsfield für ein Hochschulstudium qualifizierte. Diese Schule wurde zuvor auch von späteren NBA-Profis wie Sam Cassell, Brad Miller oder Cuttino Mobley besucht. Nach einem Jahr wurde er von der Duquesne University in Pittsburgh aufgenommen. In deren Hochschul-Basketballmannschaft Dukes spielte er in der Atlantic 10 Conference der NCAA. Die Dukes waren zuletzt in den 1970er Jahren für eine landesweite Basketball-Endrunde der NCAA qualifiziert und waren auch zu Acharas aktiver Zeit bis 2008 ohne nennenswerte Erfolge. Achara absolvierte während der Spielzeit 2005/06 nur drei Spiele und war anschließend wegen Verletzung „redshirted“, das heißt die Spielzeit wurde auf seine maximal vierjährige Collegekarriere nicht angerechnet und gilt als ausgesetzt. 2008 wurde er erstmals in den Kader der neu formierten britischen Basketballnationalmannschaft berufen wurde, die anlässlich der Vergabe der Olympischen Spiele 2012 nach London zwei Jahre neu formiert worden war und die besten Spieler der zuvor getrennten Auswahlmannschaften von England, Schottland und Wales vereinte. Auf Einladung seines britischen Nationalmannschaftskollegen Luol Deng durfte er auch beim NBA-Klub Chicago Bulls mittrainieren, hatte aber keine Aussicht auf ein Engagement durch eine Mannschaft der am höchsten dotierten US-Profiliga.
Für die Saison 2008/09 kehrte Achara dann auch nach Europa zurück und bekam einen Vertrag als Profi bei Fortitudo aus Bologna in der italienischen Lega Basket Serie A. Der ehemalige europäische Spitzenverein, 2004 noch Finalist im höchsten europäischen Vereinswettbewerb EuroLeague, befand sich in einer finanziellen Krise und stieg am Ende der Spielzeit als Vorletzter ab. Nachdem sich die britische Nationalmannschaft erstmals für eine EM-Endrunde qualifiziert hatte, war auch Achara im Kader, als die britische Auswahl bei den Titelkämpfen in Polen nach drei Niederlagen gegen die späteren Halbfinalisten Slowenien, Spanien und Serbien in der ersten Runde ausschied. Während sein ehemaliger Verein Fortitudo einen Neuanfang in der höchsten Amateurliga Italiens versuchte, wechselte Achara zum vormaligen Ligakonkurrenten aus Biella. Der Teilnehmer an den Play-offs der Vorsaison um die italienische Meisterschaft nahm am europäischen Vereinswettbewerb Eurocup 2009/10 teil, wo man in der ersten Gruppenphase nur wegen des schlechteren direkten Vergleichs gegen den späteren deutschen Meister Brose Baskets ausschied. In der nationalen Meisterschaft war man jedoch nur wenig erfolgreicher als Fortitudo eine Saison zuvor und erreichte als Drittletzter nur knapp den Klassenerhalt, wobei durch den Lizenzentzug für Sebastiani Rieti der Tabellenletzte schon vor Saisonende feststand.
Zu Beginn der Saison 2010/11 stand Achara zunächst beim Vizemeister und einzigem schottischen Klub der British Basketball League, den Rocks aus Glasgow unter Vertrag, bevor er nach nur einem Spiel eine Ausstiegsklausel nutzte, um nach Italien zurückzukehren. Dort spielte er in der zweiten italienischen Liga LegADue für den Neuling aus dem sizilianischen Barcellona Pozzo di Gotto. In den Play-offs um den Aufstieg in die Serie A scheiterte man in der Halbfinalserie am Hauptrundenersten und späteren Play-off-Sieger aus Casale Monferrato. Aus dem finalen Kader der britischen Nationalmannschaft bei der EM-Endrunde 2011 wurde Achara kurz vor Turnierbeginn noch gestrichen. In der Spielzeit 2011/12 spielte er in der spanischen Liga ACB für den Klub aus Manresa. Mit diesem Verein erreichte er einen gesicherten Mittelfeldplatz in der spielstarken Liga. Am Ende war er wieder im Turnierkader der britischen Nationalmannschaft vertreten, die als Gastgeber an den Olympischen Spielen 2012 in London teilnahm, bei denen man jedoch nach nur einem Sieg in fünf Spielen der Vorrunde frühzeitig ausschied.
Nachdem Achara die Spielzeit 2012/13 zunächst wieder bei den Rocks in Glasgow in der British Basketball League begonnen hatte, wechselte er Mitte Dezember zu Enosi Kalathosfairisis in Kavala in die griechische A1 Ethniki. Nach nur fünf Saisonsiegen stieg der Verein nach fünf Jahren Erstligazugehörigkeit als Tabellenletzter wieder ab. Bei der EM-Endrunde 2013 konnte eine neuformierte britische Nationalmannschaft, in der sich Acharas Einsatzzeit gegenüber Olympia 2012 verdreifachte, überraschen und scheiterte nach Siegen über Israel und Deutschland in einem Dreiervergleich nur knapp am Einzug in die Zwischenrunde. In der Saison 2013/14 spielte Achara zunächst für den in Bulgarien dominierenden Serienmeister Lukoil Akademik aus Sofia. Dieser schied international im Eurocup 2013/14 jedoch bereits nach der Vorrunde aus, so dass Achara den Verein bereits Mitte Februar 2014 wieder verließ. Einen Monat später bekam Achara erneut einen Vertrag in der höchsten italienischen Spielklasse beim Verein Air aus Avellino, der noch um den Einzug in die Meisterschafts-Play-offs kämpft.

## Familie
Während Acharas Mutter Marion eine ehemalige schottische Auswahlspielerin im Basketball gewesen sein soll, soll sein älterer Bruder Idris für die britische Auswahl an den Basketball-Wettbewerben der Sommer-Paralympics 2000 teilgenommen haben.